# Анахарсис
Ана̀харсис (на старогръцки: Ἀνάχαρσις) е полулегендарен скитски благородник и философ, известен от древногръцката литература.
Според известното за него, той е полугрък и син на скитски владетел от северното Черноморие, който отива в Атина към 589 година пр. Хр., по времето на Солон. Там той става известен със своите коментари на гръцкия начин на живот, идващи от позицията на външен наблюдател, като според някои съвременни изследователи става предшественик на философията на киниците. Древногръцките автори споменават няколко негови книги, които не са запазени до наши дни – сравнение на древногръцкото и скитското право и трактат върху военното изкуство.
Според Херодот, когато Анахарсис се връща в Скития, той е убит от брат си, заради възприетите от него гръцки обичаи, най-вече почитането на богинята Кибела.